# Wojna egipsko-etiopska
Wojna egipsko-etiopska to wojna między Cesarstwem Etiopskim a Kedywatem Egiptu, wasalem Imperium Osmańskiego, trwająca od 1874 do 1876 roku. Konflikt zakończył się zwycięstwem Etiopii, która obroniła swoją niepodległość podczas wyścigu o Afrykę. Wojna zniweczyła dążenia Egiptu do stania się dominującym państwem w Afryce i stała się podstawą „zawoalowanego protektoratu” Imperium Brytyjskiego nad Egiptem kilka lat później.

## Sytuacja w pierwszej poł. XIX w.
W 1822 Muhammad Ali Pasza podbił Sudan, co zbliżyło turecko-egipskie granice do Etiopii. Rozpoczęły się regularne rajdy po niewolników na terytorium etiopskim. Jeden z takich rajdów w 1836 splądrował nawet dawną stolicę Gonder, aczkolwiek część jeńców została odbita, a Egipcjanie stracili część żołnierzy. Muhammad Ali wysłał karną ekspedycję, ale została ona zawrócona na skutek brytyjskich i francuskich protestów. Obie strony kontynuowały lokalne najazdy.
Sytuacja w Etiopii w pierwszej połowie XIX wieku: walki wewnętrzne przyspieszyły rozdrobnienie kraju, osłabiły ważnych władców prowincji i wyczerpały ludność, ułatwiała działania Egiptowi. Islam na początku XIX wieku przeżywał odrodzenie i szerzył się w głębi kraju za pośrednictwem muzułmańskich karawan handlowych, zwłaszcza wśród ludów Oromo, których wodzowie byli faktycznymi władcami Etiopii, jako strażnicy marionetkowych cesarzy w Gonderze. Obawiali się oni konkurencji ze strony chrześcijańskich władców Tigraju i Amhary, przez co mogli sprzyjać Egiptowi. Istotnym czynnikiem okazał się wpływ mocarstw europejskich w basenie Morza Czerwonego. Pozwoliło to Tigrańczykom i Amharom zdobyć dużych ilości broni palnej i zahamowało egipskie tendencje Egiptu do ekspansji w kierunku Etiopii. Egipt ograniczył się więc do prób przejęcia kontroli nad szlakami karawan i rynków zbytu handlu etiopskiego, oraz nad bogatymi w minerały obszarami na zboczach płaskowyżu etiopskiego. Sytuacja miała się jednak zmienić w drugiej połowie XIX w., zwłaszcza za panowania Ismai’la Paszy.

## Sytuacja w drugiej poł. XIX w.
W 1862 Sa’id Pasza zaplanował pełnoskalową inwazję na Etiopię, ale zgromadzona armia padła ofiarą ospy. Jego następca Isma’il Pasza, który został w 1863 roku kedywem, kontynuował ambitne plany swego dziadka, Muhammada Alego. Wykorzystując bardzo dobre kontakty z Imperium Osmańskim, którego był formalnym lennikiem, dążył do modernizacji państwa i rozszerzenia jego terytorium. W tym celu najmował wielu europejskich i amerykańskich specjalistów i wojskowych. Kampanie wojskowe w górę Nilu dodały wielkie tereny do egipskiego Sudanu, równocześnie zaś kedyw uzyskał od Konstantynopola kontrolę nad Massauą i Sawakinem (w 1865), a ciągu następnych czterech lat Ismai’l rozszerzył swoją kontrolę na porty wybrzeża somalijskiego: Berberę, Bulhar, Saylac (Zeilę), okrążając w ten sposób Etiopię.
Przez pół wieku po podboju Sudanu przez Egipt oba państwa dzieliła strefa buforowa, w której lennicy toczyli podjazdowe wojenki, ale nie powodowało to konfliktu na pełną skalę. Gdy jednak oba państwa zaczęły umacniać swoją kontrolę, strefa ta stopniowo zanikła i w latach 70. XIX w. Egipt i Etiopia sąsiadowały już ze sobą bezpośrednio, choć bez formalnie ustanowionej granicy.
Etiopia nie była w stanie energicznie przeciwdziałać posunięciom Egiptu. Centralizacja władzy przez cesarza Teodora II nie została w pełni przeprowadzona, a po jego upadku (na skutek brytyjskiej ekspedycji) do tronu było trzech potencjalnych kandydatów. Jako pierwszy władzę na trzy lata przejął Uag szum Gobezje, który koronował się jako Tekle Gijorgis II. W 1871 został pokonany w bitwie przez Dejza Kassa Mercha, który ogłosił się królem jako Jan IV Kassa. Był on wcześniej władcą Tigraju, leżącego blisko egipskiej granicy, co miało się okazać kluczowe w nadciągającym starciu. Jan IV zapewnił sobie spokój wewnętrzny dzięki układom z trzecim pretendentem: Sahle Marjamem (późniejszym Menelikiem II).

## Operacje w 1875 roku
Egipcjanie postanowili działać równocześnie na kilku frontach. Cesarz Jan IV przesunął swoje siły na północ i mógł zagrozić Bogos. Werner Munzinger otrzymał polecenie zajęcia Tadżury, nawiązania kontaktu z Szeuą i nakłonić Menelika do ataku na Jana. We wrześniu przybyły do Massauy dodatkowe oddziały egipskie i Ismai’l polecił rozpocząć operacje. W lipcu Egipt przejął od Imperium Osmańskiego panowanie nad Saylaciem (Zeilą). Wykorzystując to, Ra’uf Pasza miał ruszyć z Saylacu do Hareru, co uczynił zajmując miasto 10 października (pozostawało ono pod egipską kontrolą przez następnych dziesięć lat). McKillop Pasza z 700 ludźmi miał rozpoznać drogę z somalijskiego wybrzeża do Wielkich Jezior Afrykańskich. Wylądował w Kismaju i spenetrował rzekę Dżuba. Wkroczył tym samym na teren sułtanatu Zanzibaru, który poskarżył się Wielkiej Brytanii; brytyjska interwencja u Ismai’la spowodowała odwołanie tej ekspedycji. Sam Munzinger wyruszył z końcem września z Tadżury do Sheuy na czele ok. 2000 lub 3000 ludzi. W listopadzie jego oddział został rozbity przez Afarów (Danakilów). Munzinger i co najmniej 1/3 jego ludzi zginęła (wcześniejsze źródła podają, że oddział ten został doszczętnie wybity).
Główne siły pod dowództwem Adolpha Arendrupa rozpoczęły marsz w głąb lądu 2 października. Armia etiopska z Hamasienu cofała się aż za Mereb. Jan IV dopiero 23 października zmobilizował siły i ruszył na spotkanie Egipcjan, co doprowadziło do bitwy pod Gundet. Arendrup miał mniej niż 4000 ludzi. Fatalnymi drogami ruszył na Aduę, idąc przez Asmarę i Addi Kuala, by w połowie listopada, niemal 250 km od Massauy napotkać armię Jana IV. Rankiem 16 listopada 1875 siły egipskie zostały zaskoczone w wąskich dolinach koło Gundet przez wojska etiopskie i w większości zniszczone. Śmierć poniósł również dowódca. Zginęło około 2000 Egipcjan, Etiopczycy zagarnęli też dwie baterie po sześć dział i sześć wyrzutni rakietowych. Resztki egipskich wojsk wycofały się do Massauy, ale Jan IV nie kontynuował ofensywy – zamiast tego złożył ofertę pokoju. Isma’il Pasza zdecydował jednak ratować swój prestiż, zmobilizować większe siły i wysłać drugą wyprawę.

### Bitwa pod Guray
Po klęsce pod Gundet, Egipcjanie wysłali nowy korpus ekspedycyjny, który wyruszył z Suezu 31 stycznia 1876 i z początkiem lutego wylądował w Massauie. Dowodzone przez Ratiba Paszę oddziały liczyły 11 120 żołnierzy, co wraz z niedobitkami wojsk Arendrupa dawało łącznie ok. 12 tys. ludzi. Wojska były dobrze wyposażone, ale źle dowodzone: głównodowodzący nie miał doświadczenia, jego szef sztabu, dawny konfederacki generał William Wing Loring nie mówił po arabsku, podobnie jak liczni inni oficerowie europejscy, a obecność syna kedywa, księcia Hassana, który nie miał określonego stanowiska, pogłębiała chaos.
Poruszając się powoli i zakładając forty i składy po drodze, w marcu Egipcjanie dotarli do Guray, lokując ok. 7 tys. ludzi w forcie w Guray, a 5,5 tys. żołnierzy na oddalonej o kilka kilometrów przełęczy Khaya Khor (Keyih Kor). Cesarz Etiopii zmobilizował armię liczącą ok. 50 tys. żołnierzy (z czego ok. 10 tys. miało karabiny) i ruszył na Egipcjan. Etiopczycy, którzy ze względu na teren mogli wprowadzić na raz do walki ok. 15–20 tys. ludzi, zaatakowali 7 marca. Ratib Pasza rozkazał części garnizonu opuścić fort i walczyć w polu, jednak szybko zakończyło się to klęską, gdyż zostali okrążeni przez etiopską straż przednią i rozbici. Atak na fortecę, który nastąpił 10 marca, został wszakże odparty. 11 marca Etiopczycy wycofali się ku Adui; Egipcjanie, wzmocnieni posiłkami w sile brygady (ok. 5 tys. ludzi) nie podjęli żadnych działań.

## Następstwa
Napięcie między Egiptem a Etiopią ustało dopiero w 1884 roku po podpisaniu traktatu Hewetta. Klęska Egipcjan w wojnie pociągnęła za sobą poważne konsekwencje. Koszty wojny dodały się do ogromnych długów finansowych narodu, które w 1879 roku były przyczyną usunięcia Isma’ila jako kedywa pod naciskiem Wielkiej Brytanii i Francji i wybraniu na jego zastępcę Taufika Paszę. Wielu żołnierzy sprzeciwiło się monarchii egipskiej i wszczęło bunt przeciwko władcy. Początkowy sukces buntu spotkał się z niepokojem w Europie i ostatecznie doprowadził do tego, że Wielka Brytania wysłała swoje siły do zajęcia Egiptu w celu wsparcia Taufika, rozpoczynając w ten sposób okupację Egiptu przez Wielką Brytanię. Etiopia zachowała niepodległość i zahartowana wojną była dobrze przygotowana do własnej obrony podczas nieuchronnej walki o Afrykę.